# Hyatt Regency Barcelona Tower
El Hyatt Regency Barcelona Tower (anteriormente conocido como Hesperia Tower) es un rascacielos emplazado en el barrio de Bellvitge de Hospitalet de Llobregat (provincia de Barcelona, España) e inaugurado en 2006. Consiste en una torre de 29 plantas y 105 metros, siendo el edificio más alto de la ciudad, hasta que se construyeron los edificios de la Fira. Coronada por una espectacular cúpula acristalada que alberga un restaurante panorámico que fue dirigido por el cocinero Santi Santamaria e inaugurado en mayo de 2006.
Ha sido diseñada por los estudios del arquitecto italo-británico Richard Rogers junto a los de los arquitectos Luis Alonso y Sergi Balaguer.
El edificio está situado al sur de la ciudad, concretamente en el barrio de Bellvitge y alberga un hotel de 5 estrellas de la cadena estadounidense Hyatt que dispone de 280 habitaciones, un Centro de Congresos de 5.000 m² y un centro deportivo.
En 2017, acudieron los concursantes de Operación Triunfo 2017 para conocer el veredicto de los cástines.
Fue el edificio más alto de la ciudad de Hospitalet de Llobregat, superando al Hospital Universitario de Bellvitge. Fue superado por el rascacielos Torre Realia BCN en 2009.